# Gunnm Last Order
Gunnm Last Order (銃夢Last Order, Ganmu Rasuto Ōdā) est une série de seinen manga de Yukito Kishiro. Prépublié dans le magazine Ultra Jump de Shūeisha à partir de 2000, le manga change d'éditeur en 2010 pour la maison d'édition Kōdansha ; le manga est alors transféré dans le magazine Evening. Le dernier chapitre est publié en janvier 2014 et la série est compilée en un total de dix-neuf tomes. La version française est publiée en intégralité par Glénat.
Cette nouvelle série constitue une sorte de « continuité alternative » à la série du même auteur, Gunnm, qui avait dû être arrêtée brutalement par l'auteur. Il offre ainsi à Gally, héroïne du manga originel, la suite qu'il lui avait réservée. Ainsi, l'intrigue prend une tout autre tournure. Gally quitte la dualité de Kuzutetsu et Zalem pour un nouveau décor : l'espace. Ainsi Gunnm Last Order prend des allures de space opera. Mais son but premier est avant tout de revenir sur le passé de Gally, et de mieux comprendre l'univers dépeint dans Gunnm.
Une troisième saison de Gunnm intitulée Gunnm Mars Chronicle débute en octobre 2014.

## Trame

### Introduction
Bien que l'histoire commence à Zalem, l'univers de Gunnm Last Order se situe bien au-delà de celui de Gunnm. Ainsi Gally quitte rapidement la Terre pour le système solaire. Dans ce futur, le système solaire a été colonisé par les humains à la suite de la chute d'un météore sur Terre en 2012 qui mena les humains au bord de l'extinction.
Si sur Terre les humains cherchent à défier leur fragilité en alliant leur corps à des machines (cyborg), les habitants du système solaire ont eux recours à la mathusalyze, une technique permettant, grâce à des nanomachines, de dépasser la vieillesse. Mais cette technique remet en cause le cycle de la vie : les naissances sont maintenant inutiles donc interdites.

### Synopsis
L'histoire de Gunnm Last Order reprend la saga originelle (tome 9) au moment où Gally est prise dans un piège tendu par le professeur Desty Nova. Malgré ses talents guerriers, elle ne peut échapper à l'explosion et son corps est littéralement pulvérisé. Cependant, Nova avait d'autres plans que de la faire disparaître : il est conscient du potentiel hors du commun de Gally et ne veut pas gaspiller cette puissance. Pour autant il ne souhaite pas la contrôler non plus. En fait, c'est la curiosité qui le motive : il veut observer comment elle va changer le monde autour d'elle. 
Il la recrée alors de toutes pièces dans son laboratoire sur Zalem avec l'aide de son jeune assistant, Jim Roscoe. Pour lui donner les moyens de réaliser son destin, il la dote d'un nouveau corps ultra-performant, l'Imaginos, réalisé à partir de sa lame de Damas.
Mais tout ne se passe pas comme prévu. En sortant du laboratoire, Gally découvre un véritable carnage : le cadavre de Nova déchiqueté et bientôt des dizaines d'autres corps de citoyens de Zalem qui gisent çà et là. Dans ce chaos général, Gally se met à la recherche de Lou, une quête qui prendra des proportions inattendues...

## Analyse de l'œuvre

### Genèse de l'œuvre
Gunnm Last Order est né de la volonté de compenser la fin prématurée de Gunnm. En effet, en février 1994, un événement provoque un profond choc tant physique que mental chez l'auteur. Il tente quand même de continuer la série, mais le rythme de parution s'affaiblit indéniablement. Finalement, l'auteur annonce qu'il ne lui était pas possible de continuer Gunnm sur le long terme et qu'il mettrait fin à la série au printemps 1995. Ainsi, il renonce à la partie spatiale de l'histoire de Gally, change le scénario de la série pour être adéquat à une fin et sort le neuvième et dernier tome de la série.
Pour rattraper sa déception, l'auteur envisage de narrer cet « épisode spatial » sur un autre média. Ainsi né le jeu vidéo de rôle Gunnm: Kasei no kioku sur PlayStation, qui sort, après quelques déboires de développement, en 1998. Puis d'autres projets en rapport avec Gunnm se lancent : illustrations pour le roman tiré de Gunnm (printemps 1996), réalisation de trois histoires tournant autour de l'univers de Gunnm (fin 1996-1997). Cet ensemble de travaux rappelle Kishiro à son œuvre délaissée, mais c'est finalement la réédition Gunnm-gōka bon, ou Gunnm Deluxe Edition fin 1998 qui ravive son sentiment d'inachevé. C'est aussi une sorte de « dernière chance » pour l'auteur de donner à Gunnm son scénario spatial. En effet, cette nouvelle édition sera l'occasion d'en modifier la fin, pour la rendre conforme au scénario originel et permettre la continuité avec sa suite : Gunnm Last Order,,.
Ainsi, en 2000, Yukito Kishiro annonce qu'il stoppe momentanément la série Aqua Knight pour se consacrer à la suite de Gunnm, avec le souhait de suivre dans son ensemble la trame du jeu vidéo de rôle précédemment réalisé. Deux mois plus tard parait dans le numéro décembre 2000 du magazine Ultra Jump Gunnm Last Order,.

### Thèmes abordés
Gunnm Last Order aborde plusieurs thèmes récurrent de la science-fiction : la cybernétique, la colonisation de l'espace, la définition de l'être humain, sa réaction face à l'immortalité, et jusqu'au vampirisme.

### Réception et critiques

#### En France
Les ventes de Gunnm Last Order connaissent une forte croissance de ses débuts jusqu'en 2006 passant de 40 000 exemplaires par tome en moyenne jusqu'à 70 000 exemplaires en 2006, soit jusqu'à son 8e tome. Les ventes baissent ensuite petit à petit, jusqu'à la fin de la série en 2014, concluant avec 30 000 tomes vendus en moyenne par tome (voir Hist. 1). Malgré cette baisse des ventes, la série reste durant toute sa publication un succès de vente. Si elle ne fait pas le poids face aux séries à grands tirages que sont Naruto ou One Piece, elle reste à un niveau comparable de ventes avec une série majeure telle que Bleach (voir Hist. 2).
D'ailleurs, la série se retrouve plusieurs fois parmi les meilleures ventes françaises : le tome 10 est 4e des ventes de novembre 2008, le tome 11 se place 2e des ventes à sa sortie, le tome 12 se classe à la 5e place à sa sortie, le tome 13 se positionne 3e des ventes du février-mars 2011.
- Gunnm Last Order
- Bleach
- Naruto

## Publication
Le manga est prépublié dans le mensuel Ultra Jump de Shūeisha à partir du numéro de décembre 2000 publié le 18 novembre. Le premier volume relié est publié le 19 juillet 2001, et quinze tomes sont publiés au 18 juin 2010. Ce même mois, alors que l'auteur finalise le 100e chapitre de la série, un éditeur de Shūeisha lui demande de modifier quelques mots du manga originel Gunnm pour une future réimpression, ce à quoi l'auteur répond que cela pourrait entraîner des retards pour la remise de ce chapitre. Il réussit finalement à modifier les passages de Gunnm et à remettre le chapitre de Gunnm Last Order dans les temps, mais décide de mettre la série en pause. Après plusieurs rencontres informelles avec les éditeurs du magazine Evening de l'éditeur Kōdansha, Yukito Kishiro rencontre officiellement l'éditeur en chef du magazine au siège de l'éditeur. À cette occasion, ils envisagent non seulement de transférer Last Order vers l'Evening, mais également de transférer toutes ses autres œuvres à la Kōdansha. Après une dernière discussion non concluante quant à la poursuite de la publication par Shūeisha, Kōdansha annonce la reprise du manga dans son magazine.
Celle-ci débute alors dans le magazine Evening le 22 mars 2011,. Le dernier chapitre est publié le 28 janvier 2014, et la série comporte un total de dix-neuf volumes. Les volumes 16 à 19 sont alors proposés dans un format similaire à celui de l'édition proposée par Shūeisha. Afin de proposer l'intégralité de la série, Kōdansha publie entre juillet 2011 et avril 2012 une réédition en dix tomes au format A5 des quinze premiers tomes publiés par Shūeisha,, suivi de deux tomes en avril 2014 proposant les derniers chapitres de l’œuvre,.
La version française est publiée par Glénat. À la suite du changement d'éditeur japonais, Glénat propose une nouvelle version inédite en quinze tomes de l’œuvre, parue entre juillet 2012 et février 2013. Une nouvelle réédition de Glénat a commencé à paraître le 21 novembre 2018 et est composée de 12 volumes, comprenant chacun un chapitre bonus présentant une histoire courte de Yukito Kishiro ne faisant pas partie de l'univers de Gunnm. Contrairement à la version précédente, celle-ci est proposée en sens de lecture japonais.
Le manga est également traduit dans plusieurs langues et sous plusieurs noms : Gunnm Last Order pour les versions française et espagnole, Battle Angel Alita: Last Order pour l'anglaise et l'allemande ainsi que Alita Last Order pour l'italienne.